# Kosów Ruski
Kosów Ruski – wieś w Polsce położona w województwie mazowieckim, w powiecie sokołowskim, w gminie Kosów Lacki. Ma status sołectwa.
| SIMC    | Nazwa       | Rodzaj    |
| ------- | ----------- | --------- |
| 0676163 | Grabina     | część wsi |
| 0676192 | Kosów-Sitne | część wsi |

W latach 1975–1998 miejscowość administracyjnie należała do województwa siedleckiego.

## Historia
Wieś Kosów, zwana wcześniej Kossowo powstała na pograniczu Mazowsza z Rusią, a później Polski i Litwy. Nazwa pochodzi od ptaka. Przydomek Ruski od Rusinów, w odróżnieniu od położonego za Kosówką Kosowa Lackiego, zamieszkanego przez Lachów.
W 1530 roku w części Kosowa zwanej „ruską” istniała prawosławna cerkiew pw. Narodzenia NMP, która po unii brzeskiej w 1596 roku została zamieniona na cerkiew unicką. W połowie XVIII wieku jej kolatorem był Wawrzyniec Wojciech Kossowski herbu Ciołek (zm. po 1753), miecznik podlaski (1705–1717) i wojski drohicki (1717-1752). 